# Epidèmia de Groningen
L'epidèmia de Groningen (també anomenada febre intermitent) que va esclatar el 1826 va ser una epidèmia de malària que va matar a 2.844 persones, gairebé el 10% de la població de la ciutat de Groningen.
Al febrer de 1825, els dics es van trencar en diversos llocs provocant inundacions generalitzades a la regió. Els prejudicis que aquest fet provocà a les plantes i el bestiar de les muntanyes, així com la inundació de la ciutat de Groningen el 1826 i la calor posterior de l'estiu de 1826 van provocar l'epidèmia.
L'epidèmia també va afectar Friesland i la regió del mar de Wadden alemany. La ciutat frisona de Snits va registrar el triple de morts el 1826 que els anys precedents.